# Grand Prix Formule 1 van Duitsland 1954

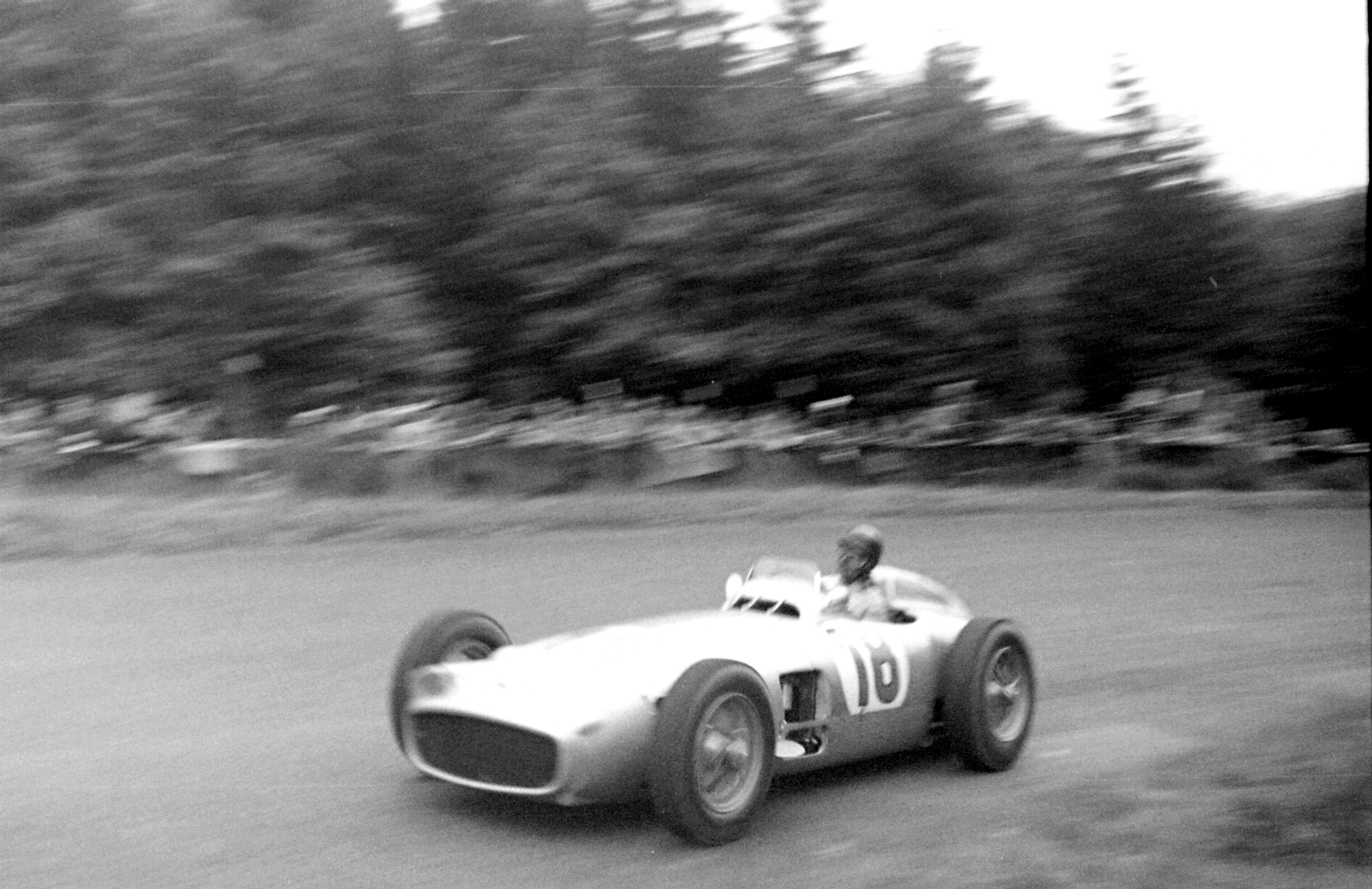
Juan Manuel Fangio in actie tijdens de Grand Prix Formule 1 van Duitsland 1954

De Grand Prix Formule 1 van Duitsland 1954 werd gehouden op 1 augustus op de Nordschleife van de Nürburgring in Nürburg. Het was de zesde race van het seizoen.

## Uitslag
| Pos. | Nr. | Coureur                             | Constructeur | Rondes | Tijd / Oorzaak uitval | Grid | Punten |
| ---- | --- | ----------------------------------- | ------------ | ------ | --------------------- | ---- | ------ |
| 1    | 18  | Juan Manuel Fangio                  | Mercedes     | 22     | 3:45:45.8             | 1    | 8      |
| 2    | 1   | José Froilán González Mike Hawthorn | Ferrari      | 22     | +1' 36.5              | 5    | 3      |
| 3    | 2   | Maurice Trintignant                 | Ferrari      | 22     | +5' 08.6              | 7    | 4      |
| 4    | 19  | Karl Kling                          | Mercedes     | 22     | +6' 06.5              | 23   | 4S     |
| 5    | 7   | Sergio Mantovani                    | Maserati     | 22     | +8' 50.5              | 15   | 2      |
| 6    | 4   | Piero Taruffi                       | Ferrari      | 21     | +1 Ronde              | 13   |        |
| 7    | 15  | Harry Schell                        | Maserati     | 21     | +1 Ronde              | 14   |        |
| 8    | 25  | Louis Rosier                        | Ferrari      | 21     | +1 Ronde              | 11   |        |
| 9    | 24  | Robert Manzon                       | Ferrari      | 20     | +2 Rondes             | 12   |        |
| 10   | 9   | Jean Behra                          | Gordini      | 20     | +2 Rondes             | 9    |        |
| DNF  | 14  | Prince Bira                         | Maserati     | 18     | Stuur                 | 19   |        |
| DNF  | 21  | Hermann Lang                        | Mercedes     | 10     | Spin                  | 13   |        |
| DNF  | 11  | Clemar Bucci                        | Gordini      | 8      | Wiel                  | 16   |        |
| DNF  | 22  | Theo Helfrich                       | Klenk-BMW    | 8      | Motor                 | 21   |        |
| DNF  | 20  | Hans Herrmann                       | Mercedes     | 7      | Benzinelek            | 4    |        |
| DNF  | 10  | Paul Frere                          | Gordini      | 4      | Wiel                  | 4    |        |
| DNF  | 3   | Mike Hawthorn                       | Ferrari      | 3      | Transmissie           | 3    |        |
| DNF  | 8   | Roberto Mieres                      | Maserati     | 2      | Benzinelek            | 17   |        |
| DNF  | 16  | Stirling Moss                       | Maserati     | 1      | Wiellager             | 3    |        |
| DNF  | 12  | André Pilette                       | Gordini      | 0      | Ophanging             | 20   |        |
| DNS  | 6   | Onofre Marimon                      | Maserati     |        | Dodelijk Ongeluk      | 8    |        |
| DNS  | 5   | Luigi Villoresi                     | Maserati     |        | Teruggetrokken        | 10   |        |
| DNS  | 17  | Ken Wharton                         | Maserati     |        | Teruggetrokken        | 22   |        |

## Statistieken
| Pole-position | Juan Manuel Fangio | Mercedes | 9:50.1 |
| Snelste ronde | Karl Kling         | Mercedes | 9:55.1 |

## Noot
- Dit was de veertiende pole position voor Juan Manuel Fangio en daarmee vestigde hij een nieuw record. Hij verbrak het oude record van Alberto Ascari (13), gevestigd tijdens de Grote Prijs van Italië van 1953.
- Dit was de eerste snelste ronde voor Karl Kling.
- Dit was de tiende race voor een Duitse coureur.

1931 · 1932 · 1934 · 1935 · 1936 · 1937 · 1938 · 1939 · 1951 · 1952 · 1953 · 1954 · 1956 · 1957 · 1958 · 1959 · 1961 · 1962 · 1963 · 1964 · 1965 · 1966 · 1967 · 1968 · 1969 · 1970 · 1971 · 1972 · 1973 · 1974 · 1975 · 1976 · 1977 · 1978 · 1979 · 1980 · 1981 · 1982 · 1983 · 1984 · 1985 · 1986 · 1987 · 1988 · 1989 · 1990 · 1991 · 1992 · 1993 · 1994 · 1995 · 1996 · 1997 · 1998 · 1999 · 2000 · 2001 · 2002 · 2003 · 2004 · 2005 · 2006 · 2008 · 2009 · 2010 · 2011 · 2012 · 2013 · 2014 · 2016 · 2018 · 2019
Als eretitel: 1923 (Italië) · 1924 (Frankrijk) · 1925 (België) · 1926 (San Sebastián) · 1927 (Italië) · 1928 (Italië) · 1930 (België) · 1947 (België) · 1948 (Zwitserland) · 1949 (Italië) · 1950 (Groot-Brittannië) · 1951 (Frankrijk) · 1952 (België) · 1954 (Duitsland) · 1955 (Monaco) · 1956 (Italië) · 1957 (Groot-Brittannië) · 1958 (België) · 1959 (Frankrijk) · 1960 (Italië) · 1961 (Duitsland) · 1962 (Nederland) · 1963 (Monaco) · 1964 (Groot-Brittannië) · 1965 (België) · 1966 (Frankrijk) · 1967 (Italië) · 1968 (Duitsland) · 1972 (Groot-Brittannië) · 1973 (België) · 1974 (Duitsland) · 1975 (Oostenrijk) · 1976 (Nederland) · 1977 (Groot-Brittannië)
Als alleenstaande race: 1983 · 1984 · 1985 · 1993 · 1994 · 1995 · 1996 · 1997 · 1999 · 2000 · 2001 · 2002 · 2003 · 2004 · 2005 · 2006 · 2007 · 2008 · 2009 · 2010 · 2011 · 2012 · 2016